# 小松原英太郎
小松原 英太郎（こまつばら えいたろう、嘉永5年2月16日〈1852年3月6日〉- 大正8年〈1919年〉12月26日）は、戦前の官僚・政治家。錦鶏間祗候、枢密顧問官、埼玉県知事、静岡県知事、長崎県知事、司法次官、内務次官、文部大臣、農商務大臣、貴族院勅選議員、東洋協会会長、皇典講究所長、大阪毎日新聞社社長、日華学会長、斯文会会長、國學院大學学長、内務省警保局長等、ベルリン公使館駐在を歴任。 拓殖大学第2代学長。
位階勲等は従二位勲一等。

## 略歴

### 新聞記者として
備前国御野郡青江村（現在の岡山県岡山市青江）生まれ。
鰻問屋の小松原荘二の長男として生まれる。家は代々農家であったが、父親が鰻を商売にして成功を収めたと言われている。小松原家は岡山藩のより士族の身分を受けて藩校の句読教師に挙げられ、20俵11人扶持を給与されている。幼年より兄・小松原清造から四書五経等の漢学を学び、傍ら小説、伝記等に親しむ。兵学館にて慶應義塾からの派遣教師・岡野松三郎のすすめにより、明治7年（1874年）に上京して慶應義塾（後の慶應義塾大学）に入学。政治経済を研究し、明治8年（1875年）、末広鉄腸の紹介で『曙新聞』、『評論新聞』に執筆。明治9年（1876年）、「圧制政府転覆すべし」という標題の過激な政権批判の論説を掲載して新聞紙条例違反により逮捕。西南戦争以後2年間、獄中生活を送る。明治11年（1878年）、釈放され、朝野新聞社へ入社。明治12年（1879年）、岡山県で『山陽新報』を発行。慶應義塾出身者の社交倶楽部「交詢社」に入社。更に、興亜会の発会と同時に支那語学校経営に乗り出す。

### 官吏への転身
明治13年（1880年）、父の死をきっかけに留学を目的として同郷の花房義質の推薦により外務省入り。外務卿・井上馨に認められて外務省御用掛として出仕。駐独公使館外務書記官となり、明治17年（1884年）から明治20年（1887年）までベルリン駐在（肩書きはベルリン公使館書記官）。ドイツ滞在中にヴィルヘルム1世より赤鷲三等勲章を受章。
帰国後に内務省に異動となり山縣有朋の信頼を受けて内務大臣秘書官兼参事官、埼玉県知事、内務省警保局長、静岡県知事、長崎県知事、明治31年（1898年）司法次官、明治32年（1899年）内務次官などの職を歴任する。この間第2回総選挙では内務省警保局長として内務大臣・品川弥二郎と共闘して有名な選挙干渉を指揮した。明治33年（1900年）3月10日より貴族院勅選議員（1916年1月15日まで在任）。明治35年（1902年）6月13日、錦鶏間祗候となる。更に1900年から明治36年（1903年）まで大阪毎日新聞社の社長を務める。

### 文部行政への貢献
明治41年（1908年）第2次桂内閣で文部大臣および農商務大臣臨時代理に就任。韓国皇帝より勲一等太極章を受章。明治43年（1910年）、「図書館設立ニ関スル訓令」を公布。明治44年（1911年）、「高等中学校令」（勅令第217号）を公布。大正元年（1912年）、「図書館管理法」を公布。明治45年（1912年）から大正8年（1919年）まで東洋協会専門学校（後の拓殖大学）第2代学長を務める。
文部大臣としては南北朝正閏問題や大逆事件後の処理をはじめ、仮名遣い改正問題や東京高等商業学校における「申酉事件」の処理などにあたった。小松原は高等商業学校の単科大学への昇格案には、一貫して否定的であった。更に次のように力説した。
| 「 | 日露戦争後の社会の風潮は、「浮華軽佻」に傾き、学生、生徒もこれに「感染」して、贅沢、無規律、無節制、「師父」に仕え「長上を敬う」師道の衰退、「學校騒動」、「不健全」な小説、雑誌、「劣情」を生んでいる。 | 」 |

また、図書館の普及を目指して「図書館設立ニ関スル訓令」を公布して全国に図書館の設置を奨励したが、小松原及び文部省の意図は図書館は「国民教化」を目指すものであり図書館そのものの向上よりも統制を図ったものとして、図書館界との対立を招くことになる。更に中学校・高等学校のギムナジウム化を目指して中等科4年・高等科3年の7年制の高等学校設立を計画するが、枢密院などの反対によって骨抜きにされた「高等中学校令」制定に留まりそれすらも小松原の辞任後に施行中止とされた。小松原の計画は臨時教育会議を経て大正6年（1917年）の高等学校令改正（翌年公布）で実現化される。臨時教育会議で小松原を高等普通教育に関する部会に配属して議論を主導させたのは、小松原の無念を知る当時の文部次官であった岡田良平文部大臣の配慮であったという。

### 晩年
大正5年（1916年）から死去まで枢密顧問官を務める。
晩年は「牛先生」との異名でその温厚篤実ぶりから郷里の人々から慕われたが、かつての自由民権派からは運動を裏切って政党弾圧に奔った裏切者として嫌悪する向きがあった。犬養毅は小松原の社会主義弾圧政策に対して「危険思想、危険思想といつて何もそんなに懼るるには足らぬ。かの小松原君の如きはその青年時代には極端な過激思想家であつたが、今日はまた斯の如くに穏健著実になつてゐるではないか」と皮肉を込めた批判をしている。

## 栄典・授章・授賞
位階

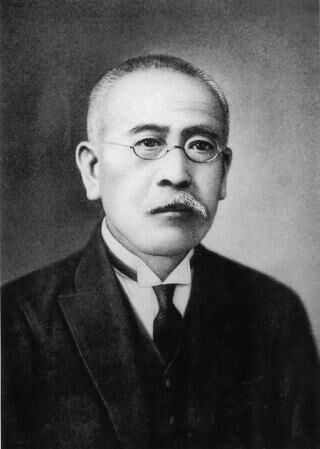
拓殖大学総長時代の小松原

- 1884年（明治17年）6月30日 - 正六位[4]
- 1890年（明治23年）11月1日 - 従四位[5]
- 1895年（明治28年）12月10日 - 正四位[6]
- 1900年（明治33年）12月10日 - 従三位[7]
- 1911年（明治44年）7月20日 - 正三位[8]
- 1919年（大正8年）12月26日 - 従二位[9]

勲章等
| 受章年                     | 略綬 | 勲章名                   | 備考 |
| -------------------------- | ---- | ------------------------ | ---- |
| 1889年（明治22年）11月29日 |      | 大日本帝国憲法発布記念章 |      |
| 1895年（明治28年）6月19日  |      | 日本赤十字社特別社員章   |      |
| 1896年（明治29年）12月25日 |      | 勲三等瑞宝章             |      |
| 1903年（明治36年）5月15日  |      | 勲二等瑞宝章             |      |
| 1903年（明治36年）5月21日  |      | 金杯一個                 |      |
| 1912年（大正元年）8月1日   |      | 韓国併合記念章           |      |
| 1919年（大正8年）5月24日   |      | 勲一等旭日大綬章         |      |

外国勲章佩用允許
| 受章年                    | 国籍       | 略綬 | 勲章名         | 備考 |
| ------------------------- | ---------- | ---- | -------------- | ---- |
| 1887年（明治20年）6月14日 | ドイツ帝国 |      | 赤鷲第三等勲章 |      |
| 1908年（明治41年）8月22日 | 大韓帝国   |      | 勲一等太極章   |      |